# كارل فون هورن
كارل فون هورن (بالألمانية: Carl von Horn)‏ هو سياسي ألماني، ولد في 16 فبراير 1847 في ألمانيا، وتوفي في 5 يونيو 1923 بميونخ في ألمانيا.